# Régule

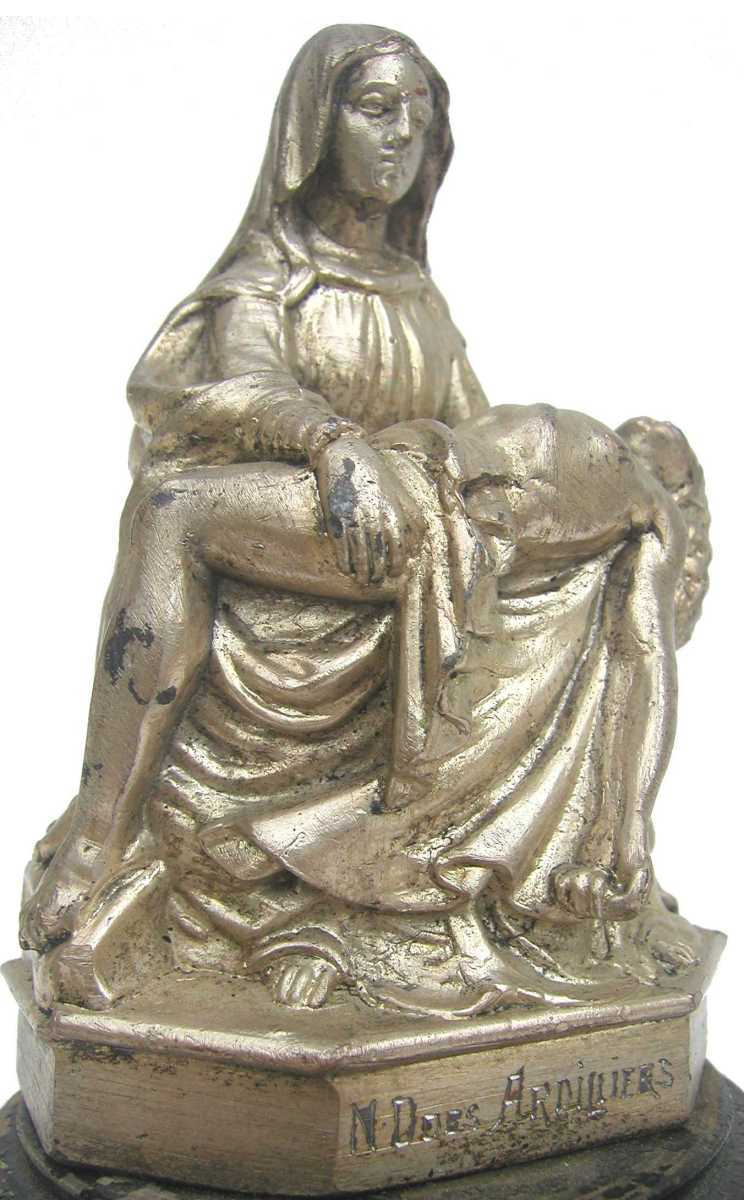
Statuette en régule représentant Notre Dame des Ardilliers à Saumur.

Les régules sont en principe des alliages d'étain ou de plomb et d'antimoine. Mais, dans le domaine de l'art, on désigne également sous le nom de « régule » un autre métal, moulé avec une épaisseur plus fine, plus léger et assez cassant : il s'agit de zinc ou d'alliage de zinc recouvert d'une patine artificielle que l'on appelle également « zinc d'art ». C'est la matière employée pour fabriquer bon nombre de petites œuvres d'art. Pour éviter cela, les fabricants de zinc d’art furent obligés d’apposer sur leurs œuvres « bronze imitation » à partir de 1910.

## Historique
Le régule a été utilisé par Gutenberg vers 1450 pour confectionner les caractères d'imprimerie.
L'usage des régules s'est ensuite généralisé dès la seconde moitié du XIXe siècle, voire un peu avant : recouvert d'une patine artificielle façon bronze ou parfois d'une autre couleur, et relativement bon marché, il permettait de réaliser des sculptures ornementales et décors de pendules en remplacement du bronze. C'était une sorte de « bronze du pauvre ». Les objets en régule (statuettes, objets décoratifs) étaient souvent tirés à un grand nombre d'exemplaires et accessibles au grand public alors que les objets en bronze, plus prestigieux, plus chers, étaient réservés à des œuvres de « plus grande qualité » artistique.
Il est à noter que le monde de l'art et les brocanteurs ont désigné sous le nom de « régule » un autre métal, moulé avec une épaisseur plus fine, plus léger et assez cassant ; il s'agit de zinc ou d'alliage de zinc que l'on appelle également « zinc d'art ». C'est la matière employée pour fabriquer la plupart des objets d'art patinés aux pigments et à la térébenthine ou métallisés de la fin du XIXe et du début du XXe siècle.
Le vrai régule a tout de même été utilisé pour fabriquer certains objets décoratifs comme les cendriers, statuettes, souvenirs, ce qui a généré la confusion. Pour éviter cela, les fabricants de zinc d’art furent obligés d’apposer sur leurs œuvres « bronze imitation » à partir de 1910.
L'utilisation des régules a également été très importante pendant la Première Guerre mondiale pour la réalisation d'objets décoratifs, le cuivre, principal élément constitutif des bronzes, étant à cette époque réservé à la fabrication des munitions.

## Propriétés physiques
Le régule est un alliage (comme les bronzes, les laitons, les maillechorts) « blanc », assez mou, à bas point de fusion, dont l'aspect naturel rappelle l'étain. Il est souvent peint, afin de lui donner l'apparence de la patine d'un objet en bronze, parfois doré ou argenté par électrolyse. Il est plus fragile que le bronze. La percussion d'un objet en régule donne un son plus mat que celle d'un objet en bronze.

## Utilisations dans l'art
Le régule est utilisé en fonderie et plus particulièrement au modelage pour la création de modèles de fonderie.
Un même objet, une statuette par exemple, peut avoir été édité à la fois en régule et en bronze. Les qualités respectives des deux métaux permettent le plus souvent de les différencier facilement. Les prix actuels varient dans un rapport de un à deux au minimum.
Un exemple de ce genre de sculpture, Le Génie des Sports d'Eugène-Victor Cherrier, sculpteur du XXe siècle.

## Utilisations industrielles
L'utilisation de matériaux antifriction pour la réalisation de palier lisse date de longtemps. Mais en 1839, l'Anglais Isaac Babbitt brevette l'utilisation d'alliage à base d’étain, dont les propriétés sont, aujourd'hui encore, particulièrement adaptées à cette application. Dans les pays anglo-saxons, ces alliages sont toujours dénommés babbitts.

### Caractères d'imprimerie
Les régules sont aussi utilisés en mécanique pour confectionner des coussinets et diverses pièces de frottage et pour la fabrication des caractères d'imprimerie.

### Coussinets de bielles
Le régule sert surtout à confectionner des coussinets minces de tête de bielles, partagé en deux parties et positionnés côte à côte sans jeu. Le pied de la bielle est la partie qui vient frotter sur l'axe du piston dans les moteurs à combustion et explosion. Lorsque ce coussinet en régule « grippe et se détériore » sous l'action d'une chaleur excessive due à l'explosion du mélange où à une mauvaise lubrification, l'axe du piston ou le palier de la bielle prend du jeu et se met à faire du bruit (claquements) pouvant entraîner la casse de la bielle. Celle-ci se met à frotter directement à cause du jeu provoqué par le coussinet disparu, ce qui provoque des dégâts et un bruit caractéristique : on a « coulé » une bielle, et le moteur « cogne ». La rupture de bielle est principalement due à un grippage des segments du piston ou un emballement du moteur en (surrégime).
Il était possible de « réguler » une tête de bielle en réparation, si les dégâts n'étaient pas trop importants.
Ce procédé est encore très utilisé en grosse mécanique pour assurer les liaisons entre le rotor (la partie tournante) et le stator (la partie fixe) d'une machine. Un exemple est le maintien des lignes d'arbre des turbines hydroélectriques : la roue est reliée à l'alternateur par une ligne d'arbre. Cette dernière est maintenue en « apesanteur » sur une pellicule d'huile. L'arbre transmettant la force est généralement en acier forgé de haute densité (A 668 cl E ou F). Sa vitesse de rotation peut atteindre 1 200 tr/min (provoquant des vitesses surfaciques supérieures à la vitesse du son). Cet arbre est maintenu par deux paliers qui le maintiennent latéralement, et un pivot qui le maintient en l'air. La lubrification est assurée par un film d'huile injecté à haute pression. Si le film d'huile vient à se rompre, la partie tournante et la partie fixe viennent à entrer en contact. À ces vitesses-là, et si les parties fixes étaient en acier, cela ferait de gros dégâts. Pour éviter ce problème, les ingénieurs ont conçu des paliers recouverts d'une couche de régule (d'environ 2 à 3 cm). En cas de problème, sous l'effet du frottement, le régule vient à fondre le temps d'arrêter la machine. Cela permet de sauvegarder les parties en acier de la turbine.

#### Technique ferroviaire
Le régule a été largement utilisé dans les essieux des wagons et voitures de voyageurs, comme pièce d'usure sur des paliers en bronze utilisés dans les boîtes d'essieux lubrifiées par du coton imbibé d'huile, dans lesquels les paliers supportent les essieux. Le manque de lubrification et l'usure du régule provoque une « boîte chaude » et peut entraîner des dégâts au matériel et à l'infrastructure en cas de déraillement.
Les boîte d'essieux étaient contrôlées jadis lors d'un arrêt en gare, à la main où en tapant avec une massette.
Suivant la chaleur ou le bruit, l'ouvrier savait si la boîte d'essieux était saine.
Maintenant les boites sont raccordées à un système qui permet la vérification ( DBC ) sans arrêt des trains du bon état de fonctionnement.